# Batavus (Radsportteam)

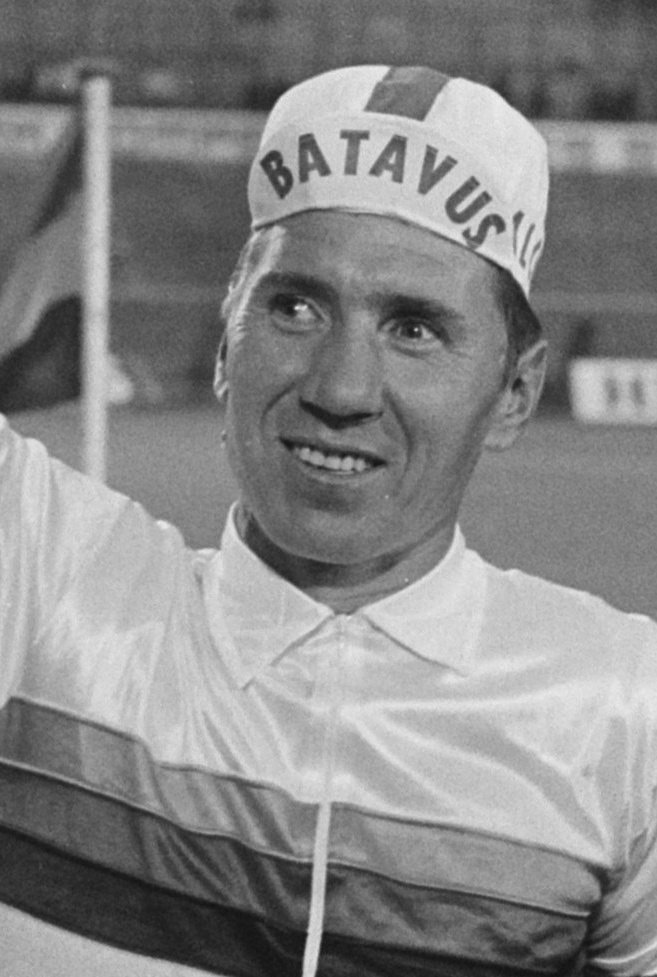
Ehrenfried Rudolph mit Rennmütze von Batavus (1970)

Batavus war ein von 1968 bis 1970 bestehendes niederländisches, ab 1969 deutsches professionelles Radsportteam, das überwiegend im Straßenradsport aktiv war.

## Geschichte
Sponsor des Teams war das Unternehmen Batavus aus den Niederlanden, das Fahrräder und Mopeds produzierte. Das Team hatte ab 1969 eine Lizenz des Bundes Deutscher Radfahrer.
Im Januar 1968 formierte der Journalist Wolfgang Gronen eine Mannschaft von dreizehn deutschen, drei niederländischen und einem belgischen Radrennfahrer zu einem Radsportteam, nachdem er den niederländischen Fahrradhersteller Batavus BV als Unterstützer gewonnen hatte. Sechzehn deutsche Radprofis waren Ende 1967 nach der Auflösung der Teams Ruberg und Torpedo vertragslos und einige Fahrer wollten bereits ihre Profikarrieren beenden. Nachdem es Gronen gelungen war, in einigen westeuropäischen Ländern Startzusagen für sein künftiges Team zu erlangen, sagte Batavus sein Sponsoring zu und stellte die finanziellen Mittel für die Mannschaft bereit. 1968 wurde das Team bei der Union Cycliste International (UCI) als niederländische, ab 1969 als deutsche Mannschaft geführt. In der Saison 1968 startete die Mannschaft unter dem Namen Batavus-Continental. 1969 und 1970 trug das Team den Namen Batavus-Continental-Alcina, nachdem Gronen das Unternehmen Alcina als Co-Sponsor gewonnen hatte. Die Trikotfarben waren silberblau und königsblau mit rotem Schriftzug. Sportlicher Leiter wurde Wolfgang Gronen assistiert vom Radsportjounalisten Wim Poot.
Bedeutende Erfolge waren der Sieg bei den Bahnradsport-Weltmeisterschaften im Steherrennen 1969 durch Jaap Oudkerk und 1970 durch Ehrenfried Rudolph, der Gewinn der Deutschen Straßen-Radmeisterschaften 1969 durch Peter Glemser und der Deutschen Meisterschaft im Steherrennen 1968 und 1969 durch Ehrenfried Rudolph. Ende 1970 wurde die Mannschaft aufgelöst.

## Erfolge
1968
- Deutsche Meisterschaft – Steherrennen

1969
- Weltmeisterschaft – Steherrennen
- Deutsche Meisterschaft – Straßenrennen
- Europameisterschaft im Steherrennen
- Deutsche Meisterschaft – Steherrennen

1970
- Weltmeisterschaft – Steherrennen

## Bekannte Fahrer
- Peter Glemser
- Hennes Junkermann
- Dieter Kemper
- Karl-Heinz Kunde
- Jaap Oudkerk
- Ehrenfried Rudolph